# Kazimierz Pstrokoński
Kazimierz Pstrokoński, Kazimierz Tomasz Poraj Pstrokoński, Казимеж Томаш Пстроконьский (ur. 29 grudnia 1865 w Broszęcinie, zm. 1925 w Poznaniu) – rosyjski inżynier i przemysłowiec oraz polski urzędnik konsularny.
Urodził się w rodzinie ziemiańskiej jako syn Maksymiliana Franciszka Poraj-Pstrokońskiego (1827–1910) i Magdaleny Karoliny Bogusławskiej (1837–1916). Był dyrektorem fabryk cementu „Orzeł” i „Skała” (Орел и Скала) w Noworosyjsku. Władze RP powierzyły mu też pełnienie funkcji konsula tamże (1919–1920).